# 橋田東聲
橋田 東聲（はしだ とうせい、1886年12月20日 - 1930年12月20日）は、日本の歌人・経済学者。号は東声とも書く。高知県出身。元妻は同じく歌人で、『平城山』の作詞者でもある北見志保子。

## 来歴
高知県中村市（現・四万十市）有岡の農家の二男として生まれる。本名・丑吾。宿毛小学校高等科時代に、一年上の川島朝野（後の北見志保子）と出会う。中村中学時代に短歌をはじめ、雑誌『青年』に投稿。第七高等学校在学中に『明星』の社友となり、与謝野鉄幹に東聲の号を授けられる。級友には中村憲吉、堀内卓造、森園天涙など。東京帝国大学英文科に進学するが、後に経済学科に転科して卒業。東京帝大進学後はいったん作歌から離れ、小説・新劇にも興味を持ち、森田草平と同居をしていた。伊藤左千夫を訪ね、『ホトトギス』に小説を発表。苦学生であったため、許嫁の志保子が働いて学資を援助していた。
大学卒業の年に志保子と結婚。東京日日新聞に入社するが、病気のため退社。斎藤茂吉の『赤光』を病床で読み、作歌を復活させる。東京農業大学講師、横浜商業学校教師として経済学を講じる。1917年（大正6年）3月、歌誌『珊瑚礁』を創刊。同人には北見志保子、森園天涙、岩谷莫哀、鎌田虚焼、臼井大翼、四海民蔵など。農商務省臨時産業調査局嘱託となる。
1919年（大正8年）、スペイン風邪に倒れたことをきっかけに『珊瑚礁』を終刊。8月に新たな歌誌『覇王樹』を臼井大翼とともに創刊、主宰となる。『覇王樹』での弟子に後の直木賞作家・小山いと子がいる。東洋拓殖に参事として入社。1920年、報知新聞歌壇選者。1921年、第一歌集『地懐』出版。1922年、志保子と協議離婚。志保子は東聲の弟子で慶應義塾大学部理財科を卒業したばかりだった12歳年下の青年・濱忠次郎（後の千代田生命社長）と再婚した。この頃他の歌人との交流が多くなり、尾山篤二郎、吉植庄亮、北原白秋、前田夕暮、川田順といった非アララギの重鎮歌人たちとともに歌誌『樹海』の創刊を計画するが、実現しなかった。
1923年、関東大震災の影響で休刊していた『覇王樹』を復刊。法政大学講師、司法省刑務協会嘱託となる。紀内茂子と再婚する。『新釈 正岡子規歌集』を出版したのを機に、『明星』出身の出自とは逆に万葉集やアララギへの傾斜を強めてゆく。1924年にかつての『珊瑚礁』の同人たちが、頓挫した『樹海』構想の再興を模索して、白秋や夕暮などを中心に創刊された歌誌『日光』に参加。しかし、すでに『覇王樹』を復刊させていた東聲は参加を見送った。1926年（昭和元年）、全国町村長会政務調査主任を拝命。大阪朝日新聞九州版歌壇の選者に就任。
1928年、文部省専門学務局思想調査課に勤務。1929年、明治大学講師。1930年東京外国語学校教授に任命されたが、2日後の12月20日に腸チフスのため本郷の東京帝国大学伝染病研究所附属病院で死去した。戒名は誠心院事観日声居士。善正寺に分骨墓がある。

## 著書
- マグダ及其研究 ズーデルマン作 青年学芸社 1914 世界学芸エッセンスシリーズ
- 現代名歌選 註釈 白日社出版部 1916
- 農業倉庫経営論 東京出版社 1918
- 地懐 歌集 東雲堂書店 1921
- 自然と韻律 評論集 高陽社 1924
- 正岡子規歌集 新釈 紅玉堂書店 1924 新釈和歌叢書
- 静夜歌話 春秋社 1925
- 評釈万葉集傑作選 聚芳閣 1925
- 万葉女流歌人歌集 新釈 紅玉堂 1925 新釈和歌叢書
- 土の人長塚節 春陽堂 1926 覇王樹叢書
- 正岡子規全伝 春陽堂 1927
- 新釈長塚節歌集 紅玉堂書店 1928 新釈和歌叢書
- 子規と節と左千夫 富士書房 1929
- 短歌初学　立命館出版部 1931 覇王樹叢書
- 万葉集評釈 傑作選 成光館出版部 1933
- 無限の道 無限の道発行所 1933
- 地懐 歌集 2002.8 短歌新聞社文庫

## 翻訳
- 父　ストリンドベルヒ 植竹書院 1914.12 文明叢書
- 君主論 マキアヴェリー 世界大思想全集 第5 春秋社 1928